# Robert I van Auvergne
Robert I van Auvergne (gestorven 1032) was een zoon van Willem IV van Auvergne en Ermengarde. Hij volgde in 1016 zijn vader op als graaf van Auvergne.
Robert was gehuwd met Ermengarde, dochter van Willem I van Provence en van Adelheid van Anjou, en werd de vader van Willem V (-1064).
Niet te verwarren met Robert I (ca. 880 - na 941) burggraaf van Auvergne.